# MØ
MØ, artiestennaam van Karen Marie Ørsted (Odense, 13 augustus 1988), is een Deense zangeres.

## Levensloop en carrière
MØ begon haar carrière in 2012. Een jaar later verscheen haar debuutsingle, Glass, die weinig succes had. Met haar tweede single, Pilgrim, scoorde ze een eerste hit in haar thuisland Denemarken, waar het nummer de elfde plaats in de hitlijsten behaalde. In 2013 zong ze het nummer Dear Boy van Avicii in. Ze werd in dit nummer onder haar echte naam vermeld in plaats van MØ.
In 2015 brak MØ internationaal door met de single Lean On, een samenwerking met Major Lazer en DJ Snake. Het nummer stond wereldwijd in de top 10 van de hitlijsten en werd een nummer 1-hit in onder meer Nederland, Australië, Mexico en Rusland. In de Nederlandse Top 40 stond de single 33 weken genoteerd en werd het de grootste hit van 2015.
In 2016 werkte MØ opnieuw samen met Major Lazer op het nummer Cold Water, waar ook Justin Bieber op te horen is. Ook deze single groeide uit tot een groot internationaal succes, met opnieuw hoge noteringen in landen als de Verenigde Staten, Frankrijk, Duitsland en België. In veel andere landen, waaronder in Nederland, leverde het haar een tweede nummer 1-hit op. Haar solosingle Final song werd dat jaar eveneens een hit.
MØ bracht in oktober 2018 haar tweede studioalbum Forever Neverland uit, als opvolger van haar debuutalbum No Mythologies to Follow uit 2014.

## Discografie

### Albums
| Album met hitnotering(en) in de Vlaamse Ultratop 200 albums | Datum van verschijnen | Datum van binnenkomst | Hoogste positie | Aantal weken | Opmerkingen |
| ----------------------------------------------------------- | --------------------- | --------------------- | --------------- | ------------ | ----------- |
| No Mythologies to Follow                                    | 2014                  | 22-03-2014            | 107             | 3            |             |
| Forever Neverland                                           | 2018                  | 27-10-2018            | 191             | 1            |             |

### Singles
| Single met eventuele hitnotering(en) in de Nederlandse Top 40 | Datum van verschijnen | Datum van binnenkomst | Hoogste positie | Aantal weken | Opmerkingen |
| ------------------------------------------------------------- | --------------------- | --------------------- | --------------- | ------------ | --- |
| Lean On                                                       | 2015                  | 21-03-2015            | 1(4wk)          | 33           | met Major Lazer & DJ Snake / Nr. 1 in de Single Top 100 / Hit van het jaar 2015 / Succesvolste Dancesmash ooit |
| Final Song                                                    | 2016                  | 16-07-2016            | 20              | 17           | Nr. 19 in de Single Top 100                                                                                    |
| Cold Water                                                    | 2016                  | 30-07-2016            | 1(6wk)          | 23           | met Major Lazer & Justin Bieber / Nr. 1 in de Single Top 100 / Alarmschijf                                     |
| Don't Leave                                                   | 2017                  | 14-01-2017            | tip6            | -            | met Snakehips / Nr. 67 in de Single Top 100                                                                    |
| Get It Right                                                  | 2017                  | 25-11-2017            | tip8            | -            | met Diplo |

| Single met hitnotering(en) in de Vlaamse Ultratop 50 | Datum van verschijnen | Datum van binnenkomst | Hoogste positie | Aantal weken | Opmerkingen                     |
| ---------------------------------------------------- | --------------------- | --------------------- | --------------- | ------------ | ------------------------------- |
| XXX 88                                               | 2013                  | 12-10-2013            | tip42           | -            | met Diplo                       |
| Don't Wanna Dance                                    | 2014                  | 22-02-2014            | tip59           | -            |                                 |
| One More                                             | 2014                  | 25-10-2014            | tip56           | -            | met Elliphant                   |
| Beg for It                                           | 2014                  | 06-12-2014            | tip9            | -            | met Iggy Azalea                 |
| Lean On                                              | 2015                  | 14-03-2015            | 2               | 33           | met Major Lazer & DJ Snake      |
| Kamikaze                                             | 2015                  | 07-11-2015            | 30              | 6            |                                 |
| Cold Water                                           | 2016                  | 30-07-2016            | 4               | 24           | met Major Lazer & Justin Bieber |
| Final Song                                           | 2016                  | 27-08-2016            | 37              | 6            |                                 |
| Drum                                                 | 2016                  | 22-10-2016            | tip             | -            |                                 |
| Don't Leave                                          | 2017                  | 21-01-2017            | tip1            | -            | met Snakehips                   |
| Nights with You                                      | 2017                  | 06-05-2017            | tip             | -            |                                 |
| Get It Right                                         | 2017                  | 25-11-2017            | tip21           | -            | met Diplo                       |
| Dance for Me                                         | 2018                  | 10-03-2018            | tip             | -            | met Alma                        |
| Sun in Our Eyes                                      | 2018                  | 21-07-2018            | tip17           | -            | met Diplo                       |

### NPO Radio 2 Top 2000
Van MØ stond alleen Lean On (met Major Lazer & DJ Snake) in 2016 in de NPO Radio 2 Top 2000, op plek 1443.
- Bibliothèque nationale de France: cb16903004n (data)
- Gemeinsame Normdatei: 1201689511
- International Standard Name Identifier: 0000 0004 3659 8673
- Library of Congress Control Number: no2015019261
- MusicBrainz: 3ab2ee23-1c2f-458c-9c8c-ca4844729120
- Virtual International Authority File: 310539925